# Episcija
Episcija (lat. Episcia), biljni rod vazdazelenih trajnica iz porodice gesnerijevki smješten u podtribus Columneinae, dio tribusa Gesnerieae.. Pripada mu 9 vrsta iz Srednje i Južne Amerike.

## Etimologija
Ime roda dolazi od grčkog επι, epi = na; i σκια, skia = sjena, u odnosu na sjenovita staništa biljaka.

## Opis
Rod Episcia pripada gesnerijevkama Novog svijeta. Episcije imaju stoloniferni habitus. Stvaraju se stabljike koje brzo rastu, duž kojih i na vrhu su biljčice. Ove biljčice se lako ukorijenjuju, a u prirodi mogu rezultirati velikim nizom biljaka, od kojih svaka može potjecati iz jedne biljke.
To su stoloniferne ili saksikolne biljke. Stabljika puzava, ukorijenjena u čvorovima, dihazijalno razgranata redovitom proizvodnjom stolona. Lišće nasuprotno, donji par s aksilarnim stolonima, gornji parovi zbijeni, noseći cvjetove u pazušcu; peteljka kratka; lamina bez hipoderme; gornja površina tamnozelena ili s raznim šarama, donja često obojena. Cime od 1-6 pazušnih cvjetova, peteljke tanke. Čašičasti listovi slobodni ili kratko spojeni, gornji čašični listići zabačeni unatrag oko izdanka vjenčića, zeleni ili obojeni. Vjenčić bijel, žut, plav, ljubičast ili crven, vodoravno umetnut u čašku, zigomorfnog oblika pa do oblika zvončića. Prašnika 4. Nektarij jedna velika, dorzalna žlijezda. Jajnik gornji; stigma stomatomorfna, dvousna ili glavičasta. Plod jajolika školjkasta mesnata čahura.
Episcije zahtijevaju toplinu i vlagu da bi dobro uspijevale. Ne podnose niske temperature ili suhe uvjete i moraju se održavati vlažnima. Neki kultivari zahtijevaju zaštićeno okruženje za uzgoj, iako mnogi uzgajivači dobro uspijevaju s većinom kultivara u prozorima ili na otvorenim policama pod svjetlima.
Episcije su prvenstveno kopnene prirode, gdje djeluju kao pokrivači tla u tropskim kišnim šumama. Čini se da imaju najbolje rezultate u mediju koji je i razumno dobro dreniran i donekle zadržava vlagu.
Klasificiranje episcija kao vrsta ili hibrida može biti teško. E. cupreata osnova je mnogih modernih kultivara i poznata je po varijabilnosti "u divljini", s mnogo različitih oblika uvedenih u uzgoj. Većina modernih kultivara vjerojatno je "čista" E. cupreata, ali je stvorena selekcijom i križanjem između oblika vrste. 

## Vrste
1. Episcia andina Wiehler
2. Episcia cupreata (Hook.) Hanst.
3. Episcia duidae Feuillet
4. Episcia fimbriata Fritsch
5. Episcia lilacina Hanst.
6. Episcia prancei Wiehler
7. Episcia reptans Mart.
8. Episcia rubra Feuillet
9. Episcia sphalera Leeuwenb.